# Quarto d'ora medio
Il quarto d'ora medio (spesso abbreviato come AQH, dall'inglese average quarter-hour share) è uno dei dati d'ascolto radiofonici più rilevanti ai fini commerciali e pubblicitari. Esso misura il numero di ascoltatori sintonizzati su una determinata stazione radiofonica ogni quarto d'ora.